# Ponte de Maxwell

Ponte de Maxwell.

A Ponte de Maxwell (na forma longa, Ponte de Maxwell-Wien), é um tipo de Ponte de Wheatstone usada para medir indutâncias desconhecidas
através do ajuste de resistências e capacitâncias variáveis. É uma ponte de "produto real".
Com referência na imagem, em uma aplicação típica {\displaystyle R_{1}} e {\displaystyle R_{4}} têm valores conhecidos, e  {\displaystyle R_{2}} e {\displaystyle C_{2}} têm valores ajustáveis conhecidos.{\displaystyle R_{2}} e {\displaystyle C_{2}} são ajustados até que a ponte esteja "balanceada" (diferença de potêncial nula nos ponto indicados pelo galvanômetro.
Após ajuste, os valores de {\displaystyle R_{3}} e {\displaystyle L_{3}} são dados pelas seguintes expressões:
{\displaystyle R_{3}={R_{1}\cdot R_{4} \over R_{2}}}
{\displaystyle L_{3}=R_{1}\cdot R_{4}\cdot C_{2}}
Para evitar dificuldades associadas a determinação do valor preciso de uma capacitância variável, e sua menor disponibilidade, podem ser usados mais de um resistor variável,o que da a possibilidade de usar um capacitor de valor fixo.